# FreeLife
FreeLife International je společnost sídlící v USA, která na principu multi-level marketingu dodává především doplňky stravy, jako například himálajské goji džusy, a šampóny nebo jiné produkty kosmetického průmyslu. Společnost je zároveň členem asociace Direct Selling Asosiation.
Společnost FreeLife vznikla roce 1995, kdy se její zakladatelé Ray Faltinsky a Kevin Fournier s podporou skupiny investorů včetně Morgana Stanleyho nebo Ansona Bearda rozhodli, že začnou dovážet a zpracovávat doplňky stravy z míst jako je Barbados, Fidži nebo Austrálie. V roce 2000 se společnost významně rozrostla a svůj obzor rozšířila o Nový Zéland, Hongkong, Bermudy, Kanadu, Dominikánskou Republiku, Mexiko nebo Filipíny.